# Вельможко Антон Миколайович
Анто́н Микола́йович Вельмо́жко (нар. 7 січня 1989, м. Запоріжжя, Українська РСР — 29 березня 2017, смт Луганське, Бахмутський район, Донецька область, Україна) — солдат Збройних сил України, учасник російсько-української війни. Позивний «Тоха».

## Життєпис
Народився 1989 року в Запоріжжі. Мешкав у Заводському районі міста. Закінчив Запорізьку школу № 47. Здобув фах машиніста автокрану у професійно-технічному училищі. З липня 2014 року працював у ПрАТ «Запоріжвогнетрив», вогнетривником в цеху ремонту промислового обладнання.
Під час російської збройної агресії проти України влітку 2015 році був призваний на військову службу в ході шостої хвилі мобілізації, відслужив рік і 4 місяці і 14 грудня 2016 року підписав піврічний контракт.
Солдат, навідник-номер обслуги 54-ї окремої механізованої бригади, в/ч А0693, м. Бахмут. Виконував завдання на території проведення антитерористичної операції на сході України, — на Світлодарській дузі.
Загинув 29 березня 2017 року о 15:40 від осколкового поранення внаслідок мінометного обстрілу взводного опорного пункту в районі смт Луганське Бахмутського району.
Похований 1 квітня на Павлокічкаському кладовищі Запоріжжя.
Залишились мати Людмила Миколаївна і брат.

## Нагороди та вшанування
- Указом Президента України від 22 травня 2017 року № 138/2017, за особисту мужність, виявлену у захисті державного суверенітету та територіальної цілісності України, самовіддане виконання військового обов'язку, нагороджений орденом «За мужність» III ступеня (посмертно)[6].
- Розпорядженням голови обласної ради від 21 червня 2017 року № 180-н нагороджений відзнакою Запорізької обласної ради — орденом «За заслуги перед Запорізьким краєм» III ступеню (посмертно)[7].
- 12 жовтня 2017 року в Заводському районі м. Запоріжжя на фасаді Запорізької гімназії № 47 по вулиці Павлокичкаська, 9, де навчався Антон Вельможко, йому встановлено меморіальну дошку[8][9][10].